# مولا باغ
مولا باغ (به انگلیسی: Mula bagh) یک منطقهٔ مسکونی در پاکستان است که در خیبر پختونخوا واقع شده‌است. مولا باغ ۹۶۹ متر بالاتر از سطح دریا واقع شده‌است.